# Matteo Piano
Matteo Piano (* 24. Oktober 1990 in Asti) ist ein italienischer Volleyballspieler. Er spielt auf der Position Mittelblock.

## Erfolge Verein
Italienischer Superpokal:
- 2009, 2015, 2016

Italienischer Pokal:
- 2015, 2016

Italienische Meisterschaft:
- 2016[2]
- 2015

Challenge Cup:
- 2021

## Erfolge Nationalmannschaft
Weltliga:
- 2013, 2014

Europameisterschaft:
- 2013
- 2015

World Grand Champions Cup:
- 2017
- 2013

World Cup:
- 2015

Olympische Spiele:
- 2016

## Einzelauszeichnungen
- 2017: Bester Mittelblocker World Grand Champions Cup